# Paolo De Giovanni
Paolo De Giovanni (San Marco in Lamis, 6 febbraio 1955) è un allenatore di calcio ed ex calciatore italiano, di ruolo terzino.
Nella sua carriera agonistica ha disputato un incontro in Serie A e 142 incontri in Serie B.

## Carriera

### Giocatore
Inizia la carriera nella squadra del suo capoluogo, il Foggia, club con cui gioca l'unica partita in massima serie della sua carriera ovvero la sconfitta casalinga dei rossoneri per 2-0 contro il Cesena il 16 gennaio 1977. Nella stagione in Serie A ottiene la permanenza di categoria.
Nel 1977 passa alla Sambenedettese, società militante in serie cadetta. In riva al Tronto ottiene l'ottavo posto.
La stagione seguente torna al Foggia, retrocesso dalla massima serie. Con i pugliesi al termine della stagione retrocede in terza serie.
Nel 1979 è ingaggiato dal Genoa, squadra cadetta. Con il Grifone ottiene il nono posto della Serie B 1979-1980.
La stagione seguente torna al Foggia, promosso in Serie B. Con i rossoneri milita sino all'ottobre 1982, quando passa alla Reggina, in Serie C1.
Nella prima stagione sullo stretto retrocede in Serie C2, divisione che abbandonerà immediatamente grazie alla vittoria del Girone D nella stagione seguente.
La stagione 1984-1985, l'ultima che De Giovanni disputa con gli amaranto, termina con la retrocessione in quarta serie.
Nel 1985 passa al Sorrento, società con cui gioca due stagioni in Serie C1, retrocedendo nella serie inferiore al termine della stagione 1986-1987. Termina la carriera con i sorrentini a causa di un infortunio patito durante un incontro.

### Allenatore
Ritiratosi, diviene allenatore del San Giovanni Rotondo, club di Promozione.
Dal 2001 al 2003 guida gli Allievi del Foggia, con cui vince due Coppa Allievi Professionisti, nel 2001 e nel 2002.

### Dirigente
Tornato a San Marco in Lamis, fonda una società sportiva, il ASD Trops Sammarco.

## Palmarès

### Giocatore

#### Competizioni nazionali
- Campionato italiano Serie C2: 1

Reggina: 1983-1984

### Allenatore

#### Competizioni giovanili
- Coppa Allievi Professionisti: 2

Foggia: 2000-2001, 2001-2002